# Aleksandr Prochorenko
Aleksandr Aleksandrovič Prochorenko (in russo Александр Александрович Прохоренко?; Orenburg, 22 giugno 1990 – Palmira, 17 marzo 2016) è stato un militare russo, Eroe della Federazione Russa.
Primo tenente della divisione Specnaz delle Forze Armate della Federazione Russa, rimase ucciso durante un'operazione militare nella guerra civile siriana. L'obiettivo di Prochorenko era l'individuazione di bersagli per l'aviazione russa. Circondato dai combattenti dell'ISIS nei pressi di Palmira, ordinò un bombardamento sulla propria posizione.
L'11 aprile 2016 il presidente Vladimir Putin conferì a Prochorenko il titolo di Eroe della Federazione Russa, la più alta onorificenza nazionale. Il suo funerale ebbe luogo a Gorodki, il villaggio dove era nato e vissuto, il 6 maggio 2016.

## Biografia
Prochorenko era nato nel villaggio di Gorodki, situato nell'Oblast' di Orenburg. Diplomatosi con onore all'accademia militare, fu inviato in missione in Siria lasciando in Russia la moglie Katya, incinta del loro primo figlio. Prochorenko era impegnato in una missione di acquisizione obiettivi, vicino a Palmira quando fu individuato e accerchiato dalle forze nemiche: egli allora richiese con urgenza un attacco aereo sulla propria posizione, rimanendo ucciso assieme ad alcuni combattenti avversari.

## Riconoscimenti
Il 5 ottobre 2016, durante una cerimonia presso il Centro Culturale Russo di Roma, l'AnpdI, l'Associazione Nazionale Paracadutisti d'Italia, sezione di Roma, ha inaugurato il 161º Corso di Paracadutismo intitolandolo alla memoria dell'ufficiale acquisitore paracadutista russo Aleksandr Prochorenko per le "altissime doti di virtù militari e civili".
Il giorno 9 settembre 2017, durante una cerimonia presso il parco dell'onore e del disonore sulle sponde del Lago di Vagli Sotto, l'Amministrazione Puglia, in gemellaggio con il governo russo, ha inaugurato una statua marmore commemorativa raffigurante Aleksander Prochorenko, situata nella parte del parco dedicata all'Onore.